# آلفرد پفاف
آلفرد پفاف (به آلمانی: Alfred Pfaff) بازیکن فوتبال و هافبک اهل آلمان است که از سال ۱۹۵۳ میلادی عضو تیم ملی فوتبال آلمان بوده‌است. وی در ۷ بازی ملی حضور داشته است و آخرین بازی ملی خود را در سال ۱۹۵۶ میلادی انجام داد. آلفرد پفاف در بازی‌های ملی‌اش ۲ گل به ثمر رساند.